# Herly
|  | Per a altres significats, vegeu «Herly (Somme)». |

Herly és un municipi francès al departament del Pas de Calais (regió dels Alts de França. L'any 2007 tenia 324 habitants.

## Demografia

### Població
El 2007 la població de fet de Herly era de 324 persones. Hi havia 132 famílies de les quals 32 eren unipersonals (20 homes vivint sols i 12 dones vivint soles), 40 parelles sense fills, 44 parelles amb fills i 16 famílies monoparentals amb fills.
La població ha evolucionat segons el següent gràfic:

### Habitatges
El 2007 hi havia 167 habitatges, 132 eren l'habitatge principal de la família, 24 eren segones residències i 11 estaven desocupats. Tots els 165 habitatges eren cases. Dels 132 habitatges principals, 109 estaven ocupats pels seus propietaris, 18 estaven llogats i ocupats pels llogaters i 5 estaven cedits a títol gratuït; 1 tenia dues cambres, 8 en tenien tres, 38 en tenien quatre i 85 en tenien cinc o més. 122 habitatges disposaven pel capbaix d'una plaça de pàrquing. A 73 habitatges hi havia un automòbil i a 42 n'hi havia dos o més.

### Piràmide de població
La piràmide de població per edats i sexe el 2009 era:
| Homes | Edats   | Dones |
| ----- | ------- | ----- |
| 0     | 95 o +  | 0     |
| 0     | 90 a 94 | 0     |
| 4     | 85 a 89 | 0     |
| 8     | 80 a 84 | 4     |
| 16    | 75 a 79 | 8     |
| 8     | 70 a 74 | 8     |
| 8     | 65 a 69 | 8     |
| 12    | 60 a 64 | 20    |
| 4     | 55 a 59 | 4     |
| 16    | 50 a 54 | 12    |
| 12    | 45 a 49 | 28    |
| 8     | 40 a 44 | 4     |
| 8     | 35 a 39 | 4     |
| 16    | 30 a 34 | 0     |
| 20    | 25 a 29 | 4     |
| 16    | 20 a 24 | 4     |
| 4     | 15 a 19 | 12    |
| 8     | 10 a 14 | 4     |
| 8     | 5 a 9   | 12    |
| 4     | 0 a 4   | 0     |

## Economia
El 2007 la població en edat de treballar era de 179 persones, 118 eren actives i 61 eren inactives. De les 118 persones actives 107 estaven ocupades (62 homes i 45 dones) i 11 estaven aturades (3 homes i 8 dones). De les 61 persones inactives 22 estaven jubilades, 16 estaven estudiant i 23 estaven classificades com a «altres inactius».

### Ingressos
El 2009 a Herly hi havia 133 unitats fiscals que integraven 320 persones, la mediana anual d'ingressos fiscals per persona era de 13.303 €.

### Activitats econòmiques
Dels 17 establiments que hi havia el 2007, 1 era d'una empresa alimentària, 2 d'empreses de fabricació d'altres productes industrials, 3 d'empreses de construcció, 7 d'empreses de comerç i reparació d'automòbils, 1 d'una empresa financera, 2 d'empreses immobiliàries i 1 d'una empresa de serveis.
Dels 3 establiments de servei als particulars que hi havia el 2009, 2 eren fusteries i 1 electricista.
L'únic establiment comercial que hi havia el 2009 era una botiga d'electrodomèstics.
L'any 2000 a Herly hi havia 28 explotacions agrícoles que ocupaven un total de 1.320 hectàrees.

## Equipaments sanitaris i escolars
El 2009 hi havia una escola elemental integrada dins d'un grup escolar amb les comunes properes formant una escola dispersa.

## Poblacions properes
El següent diagrama mostra les poblacions més properes.